# Bassano Romano
Bassano Romano – miejscowość i gmina we Włoszech, w regionie Lacjum, w prowincji Viterbo.
Według danych na rok 2004 gminę zamieszkiwało 4259 osób, 115,1 os./km².